# Calvario (Rogier van der Weyden)
El Calvario es una obra maestra realizada por el pintor flamenco Rogier van der Weyden. Es un óleo sobre tabla, pintado entre 1457 y 1464. Mide 323,5 cm de alto y 192 cm de ancho. Se exhibe actualmente en el Monasterio de El Escorial, en San Lorenzo de El Escorial y es propiedad de Patrimonio Nacional. También es conocido como El Calvario de El Escorial, La Crucifixión de Scheut o Cristo crucificado entre San Juan y la Virgen.

## Historia
Este cuadro es una de las obras maestras de van der Weyden. Se trata de una obra de gran formato. Frente a un dosel rojo, está la monumental figura de Cristo crucificado sobre una cruz en forma de "T" y con la corona de espinas y el paño de pureza, flanqueado por la Virgen María y San Juan Evangelista. No fue encargada por ningún comitente, sino que fue un regalo personal del autor a la capilla de Nuestra Señora de Gracia, junto a la Cartuja de Scheut en Bruselas. En el siglo XVI, fue adquirida por Felipe II de España, quien destinó la obra a la capilla del Palacio de Valsaín hasta su traslado definitivo al Monasterio de El Escorial, donde actualmente se exhibe.
Entre 2011 y 2015 se sometió a una meticulosa y extraordinaria restauración, tanto de la capa pictórica como del soporte de madera de roble del Báltico, en los talleres del Museo del Prado, a cargo de José de la Fuente y Loreto Arranz. Esta intervención desveló que la obra conservaba su capa pictórica mejor de lo esperado, pues múltiples retoques y capas de barnices oscurecidos la habían enmascarado hasta el punto de dudarse de la autoría.